# Hathorkapelle des Thutmosis III.

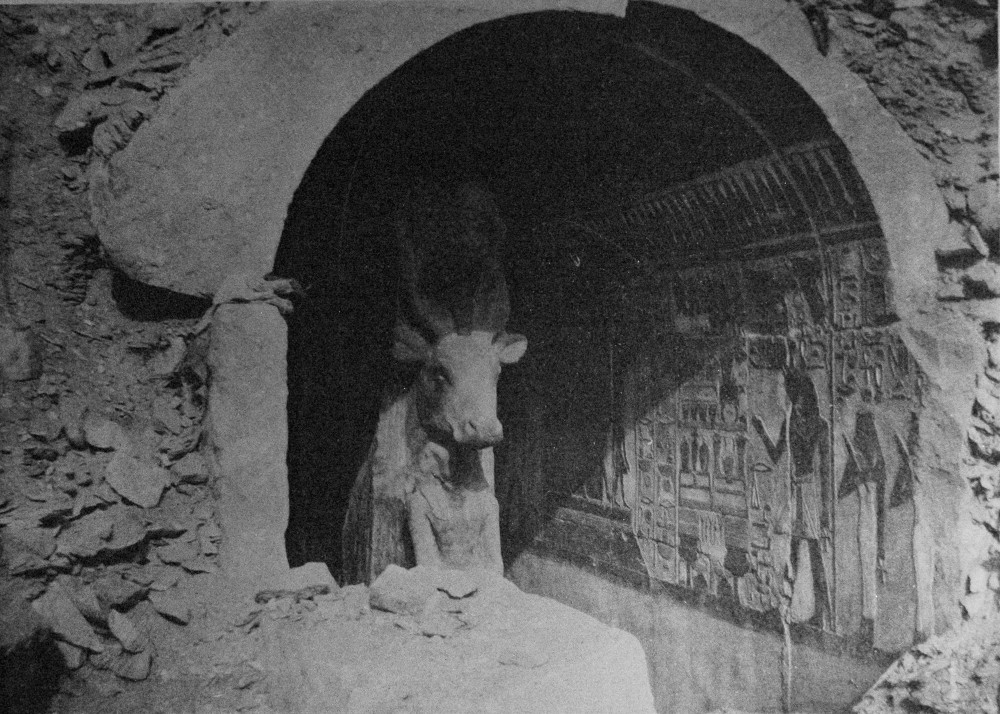
Die Hathor-Kapelle bei ihrer Entdeckung durch Édouard Naville 1906, heute im Ägyptischen Museum in Kairo, JE 38574-5

Die Hathorkapelle des Thutmosis III. in Deir el-Bahari lag als Höhlenheiligtum zwischen dem Totentempel des Mentuhotep II. und dem Totentempel der Hatschepsut. Neben seinem bereits bestehenden Millionenjahrhaus Ach-menu in Karnak und seinem Tempel Henket-anch nördlich des Ramesseums ließ Thutmosis III. gegen Ende seiner Regierungsdauer die über der Hathorkapelle gelegene Anlage des Totentempels Djeser-achet errichten, an welcher seit 1962 archäologische Arbeiten durchgeführt werden.
Thutmosis III. hatte zunächst in einer Kapelle seines Totentempels „Henket-anch“ einen neuen Kult zu Ehren der Göttin Hathor eröffnet, der unter anderem vom Hohepriester Re durchgeführt wurde. Mit Fertigstellung der Hathorkapelle in Deir el-Bahari folgte die Eröffnung des zweiten neuen Hathorkultes.

## Darstellungen
Die Hathorkapelle in Deir el-Bahari wurde 1906 von Édouard Naville im Auftrag der Egypt Exploration Fund entdeckt. Das aus bemalten Sandstein bestehende Heiligtum hatte eine Höhe von 2,25 m, war 1,57 m breit und 4,04 m lang. Auf den Wänden ist Thutmosis III. mit seiner Gemahlin Meritre Hatschepsut zu sehen, die beide vor der kuhgestaltigen Hathor Opfergaben darbringen, wobei Hathor als schützende und säugende Gottheit des Königs auftritt.
Auf der rechten Wand wiederholt sich diese Szene; ergänzt mit zwei Prinzen. Auf der Hinterwand reicht Thutmosis III. der Gottheit Amun-Re Trank- und Brandopfer (Weihrauch). Das Gewölbe ist von einem Sternenhimmel geschmückt.

## Funktion
Die Hathorkapelle diente bei Festzeremonien unter anderem als Empfangshalle, in der die Tributübergaben stattfanden. Im Zuge des Talfestes fungierte die Hathorkapelle im Rahmen des Prozessionszuges als weiterer Ziel- und Stationstempel. Bei dieser Gelegenheit wurden dem König Tribute sowie Opfergaben vorgeführt und der „Blumenstrauß des Amun“ überreicht. Im Grab des Mencheperre-seneb (Erster Priester des Amun) ist die Verbindung dieser Riten an der gegenüberliegenden Wandseite des Eingangs beschrieben:

„Im Frieden dorthin, wo der König ist, kommen mit einem Strauß des Amun, [Herr der Throne der] beiden Länder in Karnak, nach Vollziehen dessen, was Amun-Re lobt an seinem Fest von Djeser-achet, bei seinem Erscheinen [...], während seiner alljährlichen Flussfahrt (Talfest).“

Das Überreichen vom „Blumenstrauß des Amun“ fand nach Abschluss der feierlichen Handlungen in den Nachbartempeln statt. Dieser Festakt wurde nur im Grab des Mencheperre-seneb in dieser Form dokumentiert. Während der „Feier im Haus der Ewigkeit“ überreichten Priesterschaften dem Grabinhaber unter anderem einen Lattichstrauß, weshalb die Altägypter jenes Blumengebinde  auch „Strauß von Djeser-achet“ nannten.